# Iura Luncașu
Iura Luncașu (n. 12 iunie 1975, Dubăsarii Vechi, RSS Moldovenească) este un actor, producător de film și televiziune și regizor român.

## Biografie și carieră
S-a născut în Basarabia. La 15 ani, în 1990, s-a mutat în România. A absolvit Liceul Muzical Glinka și apoi Facultatea de Teatru din cadrul Universității de Arte „George Enescu” din Iași.
A lucrat ca reporter și producător la canalul de telviziune Pro TV, ca reporter la postul de televiziune Tele7abc, ca regizor al serialului În familie la Prima TV și ca regizor la companie de producție MediaPro Pictures. La MediaPro a regizat seriale ca Numai iubirea, Inimă de țigan, Regina sau Pariu cu viața.

## Filmografie

### Regizor
- În familie (2002)
- Numai iubirea (2004)
- Lacrimi de iubire (2005)
- Iubire ca în filme (2006)
- Lacrimi de iubire - filmul (2006)
- Inimă de țigan (2007)
- Regina (2008)
- Aniela (2009)
- State de România / State de Romania (2009)
- State de Romania - Student la Sorbona (2009)
- Iubire și onoare (2010)
- Moștenirea (2010)
- State și Flacăra - Vacanță la Nisa (2010)
- Pariu cu viața (2011)
- Minte-mă frumos (2012)
- Doar dacă e fetiță (2015)
- Deschide ochii (2016)
- Tudo (2016)
- Minte-mă frumos în Centrul Vechi (2016)
- Ghinionistul (2017)
- Faci sau taci (2019)
- Profu' (2019)
- Investitorii (2021)
- Love Sorry (2021)
- Legații (2022)
- Odată pentru totdeauna (2022)

### Scenarist
- Ghinionistul (2017) - în colaborare cu Salex Iatma și Radu Gabriel

### Producător
- Ghinionistul (2017) - în colaborare cu Andrei Băltărețu-Iancu

## Legături externe
- Iura Luncașu la IMDb
- Iura Luncașu la CineMagia
- Iura Luncașu la acasă.ro